# 2012 VP113
2012 VP 113 (også skrevet 2012 VP113) er et trans-neptunsk objekt og en sandsynlig kandidat til status som dværgplanet. Objektet blev opdaget den 5. november 2012 med National Optical Astronomy Observatory's 4-meter Víctor M. Blanco Telescope ved Cerro Tololo Inter-American Observatory. Opdagelsen blev offentliggjort den 26. marts 2014.
Objektet har en absolut størrelsesklasse på 4.1, og en diameter på mellem 315 og 460 km. Dette er omkring halvdelen af Sednas diameter.
2012 VP 113 kan være en del af Oortskyen. Det er det fjerneste objekt, der er blevet registreret i solsystemet, og har et perihelium på 80,6 AE. Aphelium er hele 446 AE. Blot fire andre kendte objekter i solsystemet har periphelion større end 47 AE: Sedna (76 AE), 2004 XR190 (51 AE), 2010 GB174 (48 AE) og 2004 VN112 (47 AE).